# Slivarka
Slivarka (bulgariska: Сливарка) är ett distrikt i Bulgarien.   Det ligger i kommunen Obsjtina Krumovgrad och regionen Kărdzjali, i den södra delen av landet, 240 km sydost om huvudstaden Sofia.